# Závodiště

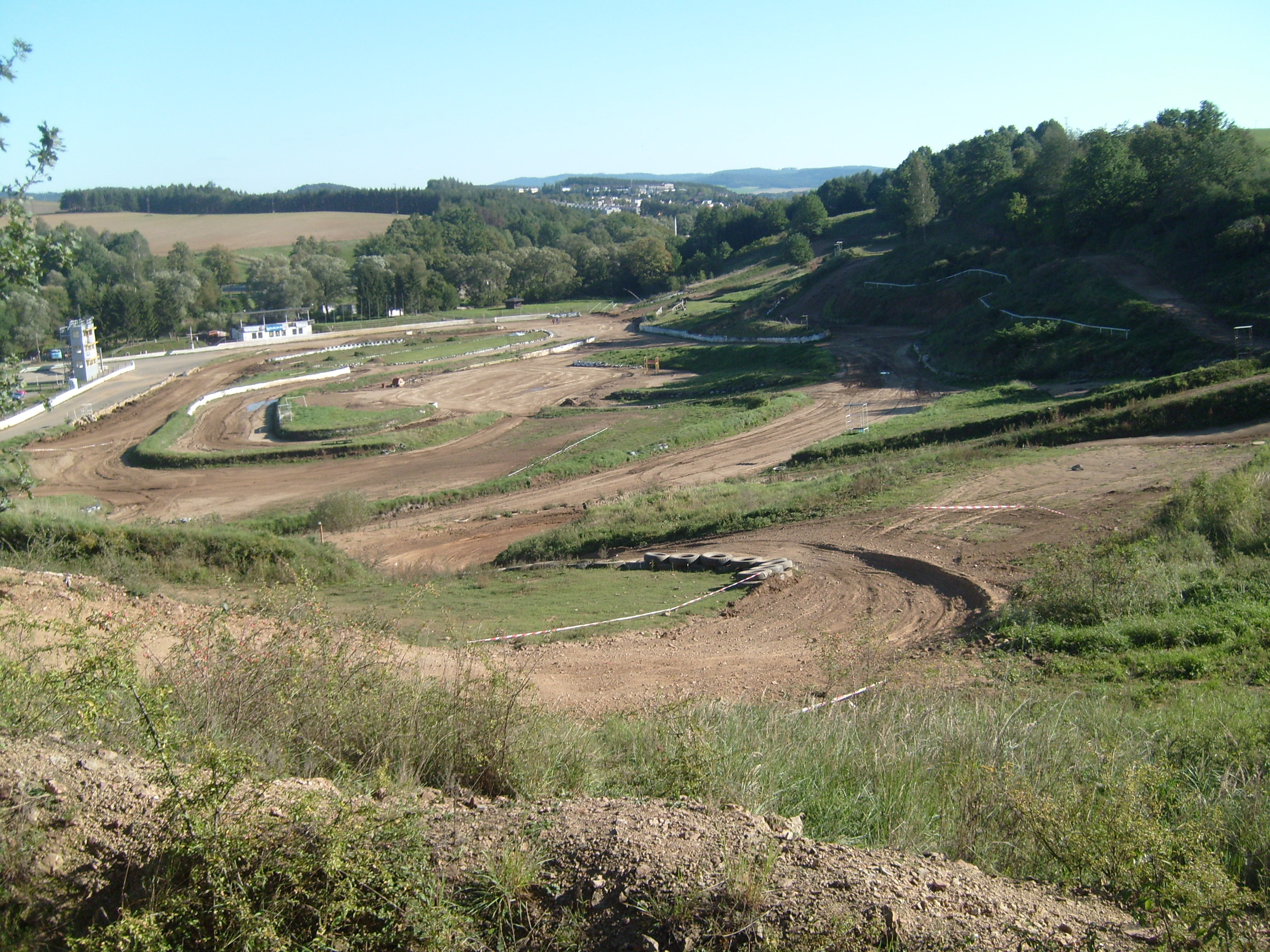
Rallyecrossové závodiště
v Sedlčanech

Závodiště je všeobecné označení pro specializovaný (nejčastěji venkovní) prostor, kde se konají nějaké sportovní závody, jedná se o specifický typ sportoviště.
Slovo obvykle užíváme ale jen omezeně na některé specifické typy sportů jako jsou například dostihy či některé druhy motoristických sportů. Jeho použití je vhodné velmi většinou tam, kde se závody konají v přírodě nebo ve volném terénu nebo na větší ploše pod širým nebem.
Dokladem tvrzení budiž např. dostihová závodiště, motocyklová závodiště, závodiště pro orientační běh, cyklokrosová závodiště atd.
Závodiště může tvořit i samostatný jednoúčelový areál (např. dostihové závodiště), může se ale jednat o jednorázově použitou plochu, která před závodem a po závodech slouží zcela jiným účelům.
Pro stadiony, arény a další specializovaná sportoviště toto slovo obvykle nepoužíváme vůbec nebo jen zřídka.